# Ассамштадт
Ассамштадт (нем. Assamstadt) — община в Германии, в земле Баден-Вюртемберг.
Подчиняется административному округу Штутгарт. Входит в состав района Майн-Таубер.  Население составляет 2056 человек (на 31 декабря 2010 года). Занимает площадь 17,20 км².